# Guerre du Sud

Toussaint Louverture.

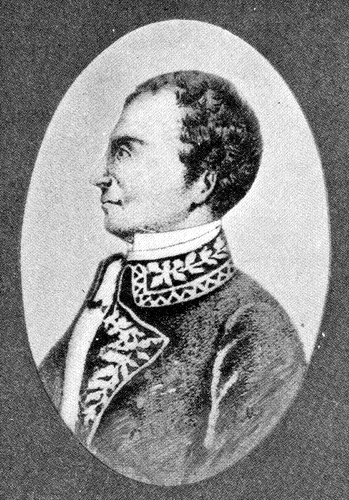
André Rigaud.

La guerre du Sud est une guerre civile qui, de juin 1799 à août 1800, opposa deux chefs républicains de la révolution haïtienne, le Noir Toussaint Louverture, qui contrôlait les départements Nord et Ouest de Saint-Domingue, et le mulâtre André Rigaud, qui contrôlait le Sud.

## Contexte politique
En août 1798, Toussaint Louverture obtient la reddition des Britanniques occupant encore l’Ouest de l’île. L’accord signé entre les deux parties prévoit notamment l’ouverture des ports de Saint-Domingue aux navires de commerce britanniques, alors même que la France est encore en guerre contre la Grande-Bretagne. Le général Hédouville, supérieur hiérarchique de Toussaint en poste depuis mars 1798, furieux d’une telle insubordination, s’émeut plus encore par le contenu de l’accord. La dégradation de leur relation est telle que Toussaint organise, en octobre 1798, une révolte populaire forçant Hédouville à quitter l’île. La veille de son départ forcé, Hédouville décharge le général André Rigaud contrôlant le Sud de l’île, de toute sujétion à l’égard de Toussaint Louverture.

## La guerre du Sud
En juin 1799, la guerre éclate entre Toussaint Louverture, général en chef des armées républicaines à Saint-Domingue, et le général André Rigaud, commandant militaire du Sud. 
Les principaux commandants militaires de Toussaint Louverture sont les généraux Moyse, Jean-Jacques Dessalines et Henry Christophe. Au plus fort du conflit, l'armée louverturienne comptera environ 20 000 hommes . 
André Rigaud, lui, dispose d'environ 4 000 hommes dans la Légion de l'égalité du Sud . De nombreux officiers mulâtres comme Guy-Joseph Bonnet et Alexandre Pétion se rangent de son côté, mais aussi des officiers noirs comme Lubin Golart , le colonel Barthélémy et le général Pierre Michel . Il reçoit aussi le soutien d'un chef marron hostile à Toussaint, Lamour Dérance.  
La guerre du Sud pourrait être vue comme un conflit entre la « caste » des Noirs (représentés par Toussaint) et la « caste » des mulâtres (représentés par Rigaud), mais il s'agit surtout d'une lutte pour le pouvoir et le contrôle du territoire. Il n’empêche que la direction louverturienne mènera des persécutions sanglantes contre les Mulâtres dans tout Saint-Domingue, et en particulier au Sud. 
Au total, la guerre du Sud aurait fait au moins 5 000 victimes civiles et militaires .
En mars 1800, après la prise de Jacmel par les troupes de Toussaint Louverture, la défense du Sud s'écroule peu à peu. En août 1800, André Rigaud s'embarque pour la France et ne reviendra à  Saint-Domingue que deux ans plus tard, avec l'expédition Leclerc. 

## Ne pas confondre avec la «guerre-couteaux»
La guerre du Sud ne doit pas être confondue avec les appellations populaires « guerre-couteaux », « guerre des couteaux », ou « guerre aux couteaux ». Celles-ci correspondent à des massacres à l'arme blanche dont le souvenir était encore vif dans les mémoires haïtiennes des années 1820-1830. 
Ainsi l'historien Joseph Saint-Rémy raconte que l'épisode de terreur mené par la direction louverturienne à l'issue de la guerre du Sud, au second semestre 1800, avait été surnommé « guerre des couteaux » par les habitants du Sud. 
Le diplomate français Gaspard Théodore Mollien, en poste à Haïti en 1825-1831, rapporte qu'on avait surnommé « guerre aux couteaux » la révolte du Nord d'octobre 1801, qui avait vu l'assassinat de plusieurs centaines de Blancs . 
Pour les historiens Thomas Madiou et Beaubrun Ardouin, enfin, c'est  la répression de cette même révolte du Nord qui avait été surnommée « guerre-couteaux », parce que plusieurs centaines de cultivateurs et cultivatrices noirs avaient été tués à la baïonnette par les troupes louverturiennes,.